# パルチザン掃討章

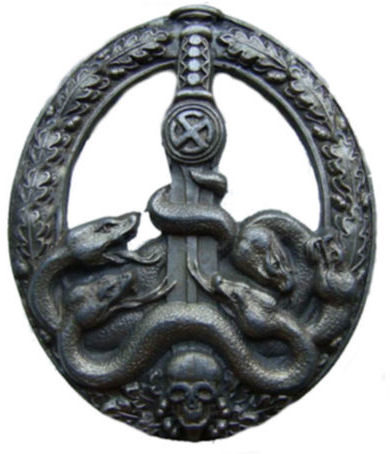
パルチザン掃討章(Bandenkampfabzeichen)

パルチザン掃討章（Bandenkampfabzeichen）は、第二次世界大戦中にナチス・ドイツが制定した戦功記章（Tapferkeitsauszeichnung）である。ドイツに対するゲリラ抵抗運動（パルチザン、レジスタンスなど）の駆逐に参加した将兵に授与された。
パルチザン掃討章のほか、対ゲリラ戦章、対パルチザン戦章とも訳される。Bandenという語は英語のBandits（ならず者）などに相当する語だが、ナチス・ドイツにおける政治的な用語としては「国家社会主義への抵抗者」を意味した。

## 概要

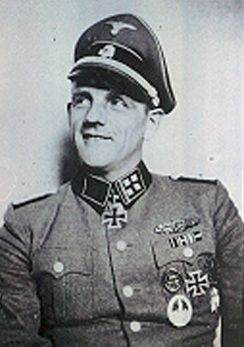
フリードリヒ・ズールSS中佐。左胸ポケットにパルチザン掃討章を佩用している

ロシアやバルカン半島におけるパルチザンとの闘争は激しさを増す一方であり、対ゲリラ戦闘従事者用の勲章を制定する必要に迫られ、1944年1月30日にアドルフ・ヒトラーが命令を下し、2月1日に制定されたのがパルチザン掃討章だった。
正確にはパルチザンではなくバンデン（ならず者）だが、この言葉は親衛隊全国指導者ハインリヒ・ヒムラーの「反独分子、共産主義者またはユダヤ人共産主義者、パルチザン、マキ、レジスタンス、いかなるドイツに対する敵対行為者はすべからく悪党ども、バンデンと呼ぶべし」という決定に由来していた。
銅章、銀章、金章の三等級存在し、対ゲリラ戦闘にそれぞれ20日、50日、100日参加すると授与された。したがって歩兵突撃章などに比べて受章が困難な勲章であり、特に金章の受章は同じく難易度が高い白兵戦章金章（50日間の機甲支援のない戦闘従事）を二度受賞するに匹敵した。
授与の対象はゲリラ掃討に参加したドイツの全ての組織の将校および下士官兵であり、また、ドイツ人以外でもドイツおよびヒトラーへの忠誠宣誓を行った者は授与の対象となった。
制服の腕か左胸に佩用した。

## デザイン

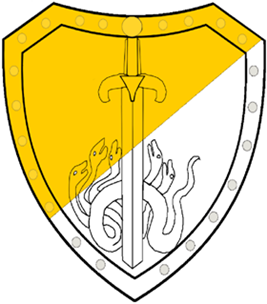
上シレジア自衛団の記章

デザインは1919年の義勇軍「上シレジア自衛団」（Selbstschutz Oberschlesien）の記章に由来する。
オークの葉の輪の中でゾーネンラート（太陽車輪ハーケンクロイツ）の付いた剣がギリシア神話の怪物ヒュドラーに突き刺さったデザインをしており、その下にはトーテンコップ（髑髏）が描かれている。ヒュドラーには頭を切り取られても再生するという伝説があり、何度でも出没するパルチザンに当てはめられたものと考えられる。

## 授与要件

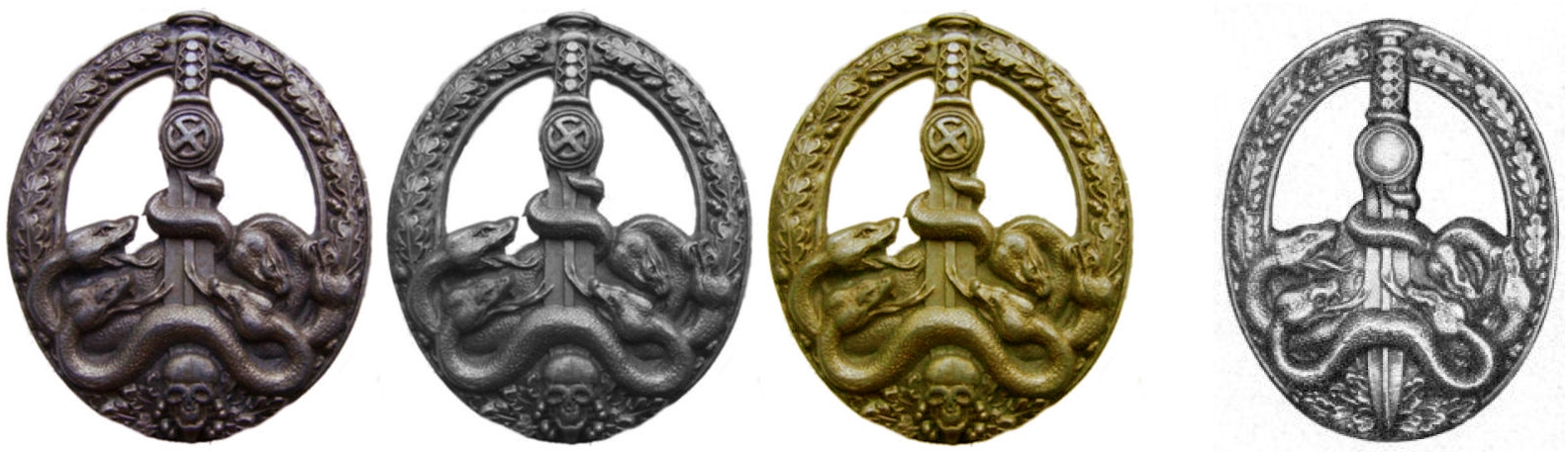
パルチザン掃討章の金銀銅章。右端は1957年に再生産された銀章で、デザインから鉤十字とトーテンコップが削られている。

以下に示す累計戦闘日数をもって銅章から順に授与されていく。

### 陸軍、海軍、武装SS
- 銅章 - 20日間
- 銀章 - 50日間
- 金章 - 100日間

### 空軍
- 銅章 - 30日間
- 銀章 - 75日間
- 金章 - 150日間

### 戦闘日数(Kampftag)の定義
戦闘日数の定義は兵種によって異なり、次のように算出されていた。
- a)歩兵ないし歩兵に準ずる兵科の場合：捜索、戦闘（攻撃、守備）、伝令行などにおける近接戦闘に費やした全ての日数。
- b)重火器兵などの場合：近接戦闘に費やした全ての日数。高射要員の場合、対空戦闘で敵機を撃墜した日数も対象となった。
- c)航空機搭乗員などの場合：敵迎撃下の航空支援が成功したと見なされた出撃に費やした全ての日数。敵機を撃墜したことが認定された場合、1機を3日間とみなした。

## 授与対象者
1944年10月5日以降、国防軍、武装親衛隊、そしてアインザッツグルッペンをはじめとする警察部隊など、全ての組織が授与の対象となった。
戦死直前ないし戦死当日に条件を満たした場合、記章および勲記は遺品の一部として遺族に送られた。
SS長官ハインリヒ・ヒムラーは金章を受章する権利を自動的に受け取っていた。